# Neva Haites
Neva Haites es una científica y médica que investiga la genética molecular y las enfermedades en los humanos, y se especializa en genética del cáncer. Tiene más de 90 publicaciones en genética sobre predisposición hereditaria al cáncer, retinosis pigmentaria, neuropatía periférica hereditaria y neuropatía sensorial.
Haites es profesora de genética médica y directora de la Facultad de Ciencias de la Vida y Medicina en la Universidad de Aberdeen. En 2004, fue nombrada subdirectora de la Universidad de Aberdeen, representando a la primera mujer en la universidad que ocupó ese cargo. También es miembro de la Autoridad de Fertilización Humana y Embriología (HFEA), miembro del Comité Asesor Gubernamental de la Comisión de Aspectos Médicos de la Radiación en el Medio Ambiente (COMARE), y miembro del Comité Biomédico y Terapéutico de la Oficina del Científico Jefe (CSO) de la Oficina de Escocia.
Haites recibió una Orden del Imperio Británico (OBE) por sus servicios de Medicina durante los Honores de Año Nuevo de 2006, elegida Miembro de la Academia de Ciencias Médicas (FMedSci) en 2000, elegida miembro de la Royal Society of Edimburgo (FRSE) en 2010 y ha ganado becas con el Royal College of Physicians (FRCP) y en el Royal College of Pathologists (FRCP).
Haites es vicepresidenta de Ciencias de la Vida de la Royal Society of Edimburgo.
Aunque reside en Escocia, Haites nació en Brisbane, Australia.